# Ajka
Ajka [ˈɒjkɒ] (deutsch Eikau) ist eine ungarische Stadt im gleichnamigen Kreis im Komitat Veszprém.

## Geographie
Ajka liegt 27 Kilometer westlich des Komitatssitzes Veszprém am Rande des Bakonywaldes, 32 Kilometer nördlich des Plattensees, an dem Fluss Torna. In der Umgebung befinden sich Kohlevorkommen; beim Kohleabbau wurden fossile Harze gefunden, die nach der Stadt Ajkait benannt wurden.

## Wirtschaft
Vor 1865 war die Region Ajka geprägt von Landwirtschaft, Handwerk und Handel. Mit Inbetriebnahme der ersten Braunkohlenmine im Jahr 1865 setzte in der Stadt die industrielle Entwicklung ein. 1910 wurde das erste Kraftwerk Ajkas gebaut. Einen erheblichen wirtschaftlichen Auftrieb bescherte der Stadt schließlich der Betrieb der Bauxitmine und des Aluminiumwerks. Unter der sozialistischen Planwirtschaft wurden die Fabriken verstaatlicht.
Der Zusammenbruch der sozialistischen Systeme und die damit einhergehende Auflösung des sowjetisch-ungarischen Bauxitabkommens stürzten das unter der sozialistischen Planwirtschaft monostrukturell ausgerichtete Ajka in die wirtschaftliche Krise. Im Agrarsektor gingen die meisten Produktionsgenossenschaften nach 1989 bankrott.

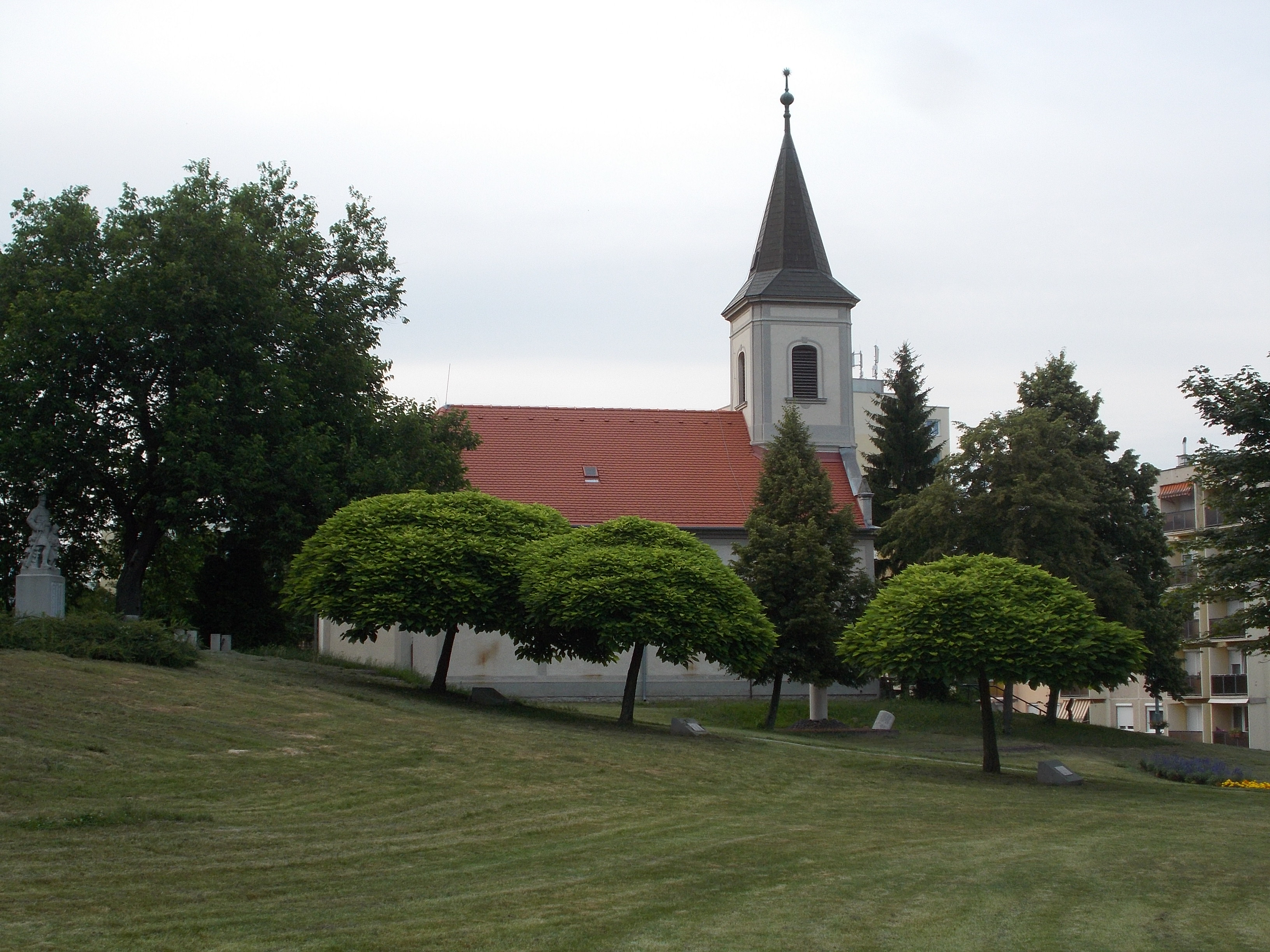
Reformierte Kirche in Ajka

Bekannt ist Ajka auch durch seine Glas- bzw. Kristallproduktion. Die Marke „Ajka Kristaly“ kommt aber erst in den letzten Jahren mehr und mehr zur Geltung. Bisher arbeiteten die Glasmacher überwiegend für andere Hersteller/Markeninhaber, wie z. B. WMF, Bohemia Kristall, Marc Aurel oder auch das finnische Ittalla.
Seit 1994 gibt es in der Stadt Ajka eine Deutsche Minderheitenselbstverwaltung, die vor allem im Ortsteil Ajkarendek - Rendek
aktiv ist.
Bei einem Chemieunfall, dem so genannten Kolontár-Dammbruch, in einer Aluminiumfabrik im Oktober 2010, bei dem ein Auffangbecken zerbarst, ergossen sich flussabwärts von Ajka ca. 1 Million m³ Rotschlamm über ca. 40 km² Land. Acht Menschen kamen bei dem Unfall ums Leben, 120 wurden verletzt.

## Sport

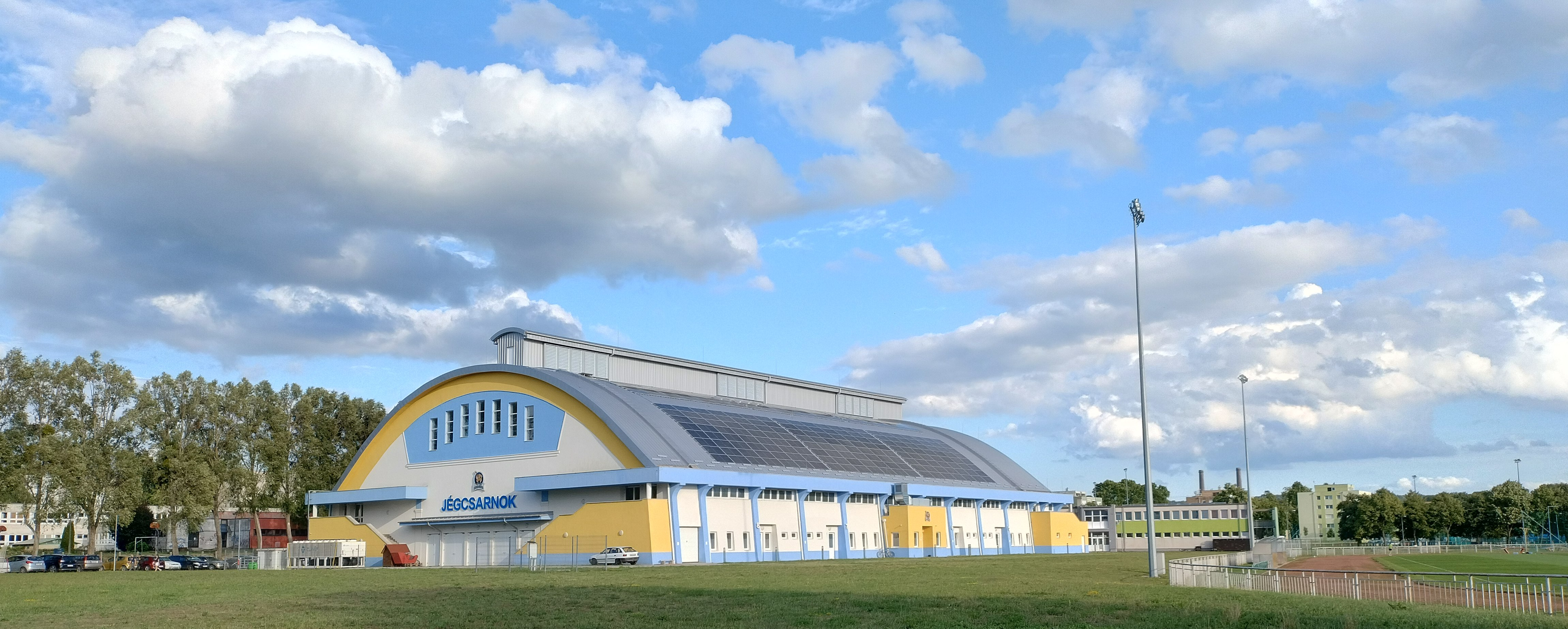
Eishockey-Halle in Ajka

Der Fußballverein FC Ajka spielt aktuell in der Nemzeti Bajnokság II, der 2. Liga Ungarns.
Am Stadtrand gibt es eine Eishockeyhalle.

## Städtepartnerschaften
Es bestehen folgende Städtepartnerschaften:
- Cristuru Secuiesc (Székelykeresztúr), Rumänien
- Donghai, Volksrepublik China
- Rovaniemi, Finnland
- Unna, Deutschland
- Weiz, Österreich